# Teinopodagrion vilorianum
Teinopodagrion vilorianum – gatunek ważki z rodziny Megapodagrionidae. Występuje w północno-zachodniej części Ameryki Południowej; jak dotąd stwierdzono go tylko w górach Sierra de Perijá w zachodniej Wenezueli.
Gatunek ten został opisany w 2001 roku przez Jürga C. de. Marmelsa. Autor za holotyp uznał okaz muzealny – samca odłowionego w czerwcu 1992 roku w El Tucuco; zbadał też kilkanaście paratypów. Zanim takson ten został po raz pierwszy opisany, jego przedstawicieli identyfikowano jako Megapodagrion macropus (syn. Allopodagrion macropus, obecna nazwa – Teinopodagrion macropus). Epitet gatunkowy vilorianum upamiętnia przyjaciela autora – biologa Angela Luísa Vilorię z Universidad del Zulia w Maracaibo.